# N,N′-Bis(1,4-dimethylpentyl)-p-phenylendiamin
N,N′-Bis(1,4-dimethylpentyl)-p-phenylendiamin (77PD) ist eine organisch-chemische Verbindung aus der Stoffgruppe der aromatischen Amine. Genauer ist es ein Gemisch von drei Isomeren:
- (R,R)-N,N′-Bis(1,4-dimethylpentyl)-p-phenylendiamin,
- (S,S)-N,N′-Bis(1,4-dimethylpentyl)-p-phenylendiamin und
- meso-N,N′-Bis(1,4-dimethylpentyl)-p-phenylendiamin.

## Gewinnung und Darstellung
N,N′-Bis(1,4-dimethylpentyl)-p-phenylendiamin kann durch eine reduktive Aminierung von 5-Methyl-2-hexanon und p-Phenylendiamin in Gegenwart eines Rhodium-Katalysators gewonnen werden.

## Eigenschaften

### Physikalische Eigenschaften
N,N′-Bis(1,4-dimethylpentyl)-p-phenylendiamin hat eine Dichte von 0,91 g/cm3 bei 15,6 °C. Die relative Dichte des Dampf-Luft-Gemisches (Dichteverhältnis zu trockener Luft bei 20 °C und Normaldruck) beträgt 1,17. Die dynamische Viskosität beträgt 28,6 mPa·s bei 37,8 °C.

### Chemische Eigenschaften
N,N′-Bis(1,4-dimethylpentyl)-p-phenylendiamin ist eine brennbare, jedoch schwer entzündbare Flüssigkeit aus der Stoffgruppe der aromatischen Amine. Die Verbindung ist in Wasser praktisch unlöslich.

## Verwendung
N,N′-Bis(1,4-dimethylpentyl)-p-phenylendiamin wird als Antiozonant für Kunststoffe verwendet. Es zählt zu den wichtigsten Antiozonanten für Gummi.

## Sicherheitshinweise
Informationen zum Hauptaufnahmeweg von N,N′-Bis(1,4-dimethylpentyl)-p-phenylendiamin sind aufgrund unzureichender Angaben nicht vorhanden. Man vermutet jedoch die Möglichkeit einer Resorption über die Atemwege und die Haut. Eine Resorption über den Verdauungstrakt, also systemische Effekte nach orale Aufnahme, wurde in Tierversuchen eindeutig belegt. Bezüglich der Hauptwirkungsweisen nach Resorption, der Reproduktionstoxizität, Kanzerogenität und Mutagenität liegen bisher keine Angaben vor. Die Verbindung wird als stark gewässergefährdend eingestuft. Mit einem Flammpunkt von 178 °C gilt die Flüssigkeit als schwer entzündbar.
N,N′-Bis(1,4-dimethylpentyl)-p-phenylendiamin wurde 2012 von der EU gemäß der Verordnung (EG) Nr. 1907/2006 (REACH) im Rahmen der Stoffbewertung in den fortlaufenden Aktionsplan der Gemeinschaft (CoRAP) aufgenommen. Hierbei werden die Auswirkungen des Stoffs auf die menschliche Gesundheit bzw. die Umwelt neu bewertet und ggf. Folgemaßnahmen eingeleitet. Ursächlich für die Aufnahme von N,N′-Bis(1,4-dimethylpentyl)-p-phenylendiamin waren die Besorgnisse bezüglich hoher (aggregierter) Tonnage sowie der Gefahren ausgehend von einer möglichen Zuordnung zur Gruppe der PBT/vPvB-Stoffe. Die Neubewertung fand ab 2012 statt und wurde von Belgien durchgeführt. Anschließend wurde ein Abschlussbericht veröffentlicht.